# كريستوس تسكوس (كرة سلة)
كريستوس تسكوس (باليونانية: Χρήστος Τσέκος) مواليد 4 أبريل 1966 في أثينا، هو لاعب كرة سلة يوناني سابق. بدأ مسيرته الاحترافية في سنة 1989. اعتزل اللعب في 2000. لعب مع نادي إراكليس سالونيك لكرة السلة في الدوري اليوناني لكرة السلة.

## روابط خارجية
- كريستوس تسكوس على موقع الاتحاد الدولي لكرة السلة (الإنجليزية)
- كريستوس تسكوس على موقع كرة السلة الأوروبية.كوم (الإنجليزية)
- كريستوس تسكوس على موقع ريلجم (الإنجليزية)
- كريستوس تسكوس على موقع بروبوليرز (الإنجليزية)